# Dunree
Dunree is een plaats in het Ierse graafschap Donegal.